# Heterostylum pallipes
Heterostylum pallipes är en tvåvingeart som beskrevs av Jacques-Marie-Frangile Bigot 1892. Heterostylum pallipes ingår i släktet Heterostylum och familjen svävflugor.
Artens utbredningsområde är Haiti. Inga underarter finns listade i Catalogue of Life.